# Barbara Karinska
Barbara Karinska, nascuda Varvara Andreevna Jmuds'ka (en ucraïnès: Bарвара Андріївна Жмудська), i coneguda com a Karinska, (Khàrkiv, Imperi Rus 1886 - Nova York, Estats Units 1983) fou una dissenyadora de roba originària d'Ucraïna. Va guanyar dos Premis Oscar, un primer el 1949 per al vestuari del film Joan of Arc de Victor Fleming i el segon el 1952 per al vestuari de la comèdia musial El fabulós Andersen de Samuel Goldwyn.

## Vida personal
Va néixer el 3 d'octubre de 1886 a la ciutat de Khàrkiv, en aquells moments part de l'Imperi Rus i que avui a part d'Ucraïna. Sos pares tenien un comerç de tèxtil i de ben jove va conèixer els teixits brodats artístics ucraïnesos.
Va estudiar dret a la Universitat de Khàrkiv, i el 1908 es casà amb Alexander Moïssenko, fill d'un industrial tèxtil ucraïnès. Alexander va morir l'any següent, uns mesos abans del naixement de llur filla Irina.
Barbara es tornà a casar amb l'advocat N.S. Karinsky, de qui adoptà el cognom, i es traslladà a viure a Moscou. Va crear un botiga, escola i taller de brodats. El 1921, el seu espòs que havia treballat per el govern se'n va en exil i ella decideix romandre's a Moscou. Va divorciar amb el sistema simplificat dels primers anys de la revolució russo simplement en signar un formulari. Després de la mort de Lenin, el 1924, el seu taller-escola va ser expropiat i convertit en una fàbrica de senyeres soviètiques. Aleshores va emigrar a Berlín, Brussel·les i París, on va col·laborar amb George Balanchine als ballets russos de Monte Carlo. Hi va col·laborar també amb Joan Miró.
Posteriorment se'n va anar a viure a Londres, on va començar a treballar en el disseny de vestuari de comèdies musicals i en cinema. Amb l'inici de la Segona Guerra Mundial decideix traslladar-se a Nova York als Estats Units, on treballava per al teatre teatre i cinema.
Morí el 18 d'octubre de 1983 a la seva residència de Nova York.

## Premis

### Premi Oscar
| 1948 | Millor vestuari color | Joan of Arc (juntament amb Dorothy Jeakins)                   | Guanyador |
| 1952 | Millor vestuari color | El fabulós Andersen (juntament amb Antoni Clavé i Mary Wills) | Nominat   |